# Aleksander Barkov
Aleksander Barkov (Tampere, Finlandia, 2 de septiembre de 1995), apodado Sasha o Barky, es un jugador profesional finlandés de hockey sobre hielo que se desempeña en la posición de centro en Florida Panthers, equipo de la National Hockey League (NHL).

## Carrera
Fue seleccionado en la primera ronda en la NHL Entry Draft de 2013. Hizo su debut profesional con el equipo Florida Panthers, donde lleva jugando once temporadas.